# Irving Chernev
Irving Chernev (Pryluky, 29 gennaio 1900 – San Francisco, 29 settembre 1981) è stato uno scacchista e scrittore statunitense di origine ucraina.
Pur essendo stato un forte giocatore (era Maestro della United States Chess Federation), è noto soprattutto come autore di libri di scacchi. Nato a Pryluky quando faceva parte dell'Impero russo, emigrò negli Stati Uniti nel 1920.  
Lo storico degli scacchi  Edward Winter ha detto di lui:  « I libri di Chernev sono scritti in uno stile semplice e scorrevole, danno l'impressione di essere stati scritti senza grande impegno, ma sono il risultato di accurate ricerche. Mi ha colpito la quasi totale assenza di incorrettezze o errori tipografici.» 

## Libri pubblicati
- Chess Strategy and Tactics (con Fred Reinfeld), Black Knight, 1933
- Curious Chess Facts, Black Knight, 1937
- Chessboard Magic!, Chess Review, 1943
- Chess in an Hour (con Frank Marshall), 1937[2]
- An Invitation to Chess, Simon & Schuster, 1945
- Winning Chess Traps, Chess Review, 1946
- The Bright Side of Chess, McKay, 1948
- Winning Chess (con Fred Reinfeld), Simon & Schuster, 1948
- The Fireside Book of Chess (con Fred Reinfeld), Simon & Schuster, 1949
- 1000 Best Short Games of Chess, Simon & Schuster, 1955
- Logical Chess: Move by Move, Simon & Schuster, 1957
- Combinations: The Heart of Chess, Crowell, 1960
- Practical Chess Endings, Simon & Schuster, 1961
- The Most Instructive Games of Chess Ever Played, Simon & Schuster, 1965
- The Chess Companion, Simon & Schuster, 1968
- Wonders and Curiosities of Chess, Dover, 1974
- Twelve Great Chess Players and Their Best Games), Oxford, 1976
- Capablanca's Best Chess Endings, Oxford, 1978
- 200 Brilliant Endgames, Simon & Schuster, 1989